# Отяково (Калужская область)
Отяково — деревня в Боровском районе Калужской области. Входит в состав сельского поселения «Деревня Асеньевское». Отяк (тюркск.) — отец, вотяки — устаревшее русское название удмуртов.

## География
Находится на берегах Золотые Ключи и Сушка.

## Население
| 2002 | 2010 |
| ---- | ---- |
| 24   | ↘10  |

## История
В 1782-м году сельцо Атяково  с пустошами во владении Пироговых, на левом берегу реки Восенки(Осенки). Севернее располагался Сущевский погост и писцовая церковная земля церкви Георгия Страстотерпца.
Сохранилось древнее Отяковское (Лужецкое) кладбище.
В 80-х годах у Отяково обнаружено древнее городище, датируемое XII – XIII и XV – XVI веками, учитывая небольшие и наличие крупных оборонительных сооружений, а также выгодное стратегическое положение на местности, данный городище считается  остатками феодального замка-усадьбы. Более позднее селище датируется XV – XVII вв и является остатками позднесредневекового сельского поселения. Есть версия, что городище находится на месте исчезнувшего города Лужа.

## Достопримечательности
В деревне действующая каменная церковь  Георгия Победоносца, построенная в конце XVIII века.